# Monarca del paradís de São Tomé
El monarca del paradís de São Tomé (Terpsiphone atrochalybeia) és una espècie d'ocell de la família dels monàrquids (Monarchidae) que habita zones boscoses i conreus de l'illa de São Tomé, al golf de Guinea.